# 스테르코빌리노젠
스테르코빌리노젠(영어: stercobilinogen)은 장에서 세균에 의해 생성되는 화합물이다. 스테르코빌리노젠은 헴의 분해 과정에서의 대사 중간생성물이다. 스테르코빌리노젠은 대변이 갈색을 나타내도록 하는 화합물이 되기 위해 추가적으로 더 대사될 수 있다. 빌리루빈은 헤모글로빈의 헴 부분이 분해되어 생성되는 색소이다.
간은 빌리루빈을 수용성으로 만든 다음, 유로빌리노젠의 형태로 소변으로 배설되는데 유로빌리노젠은 소변의 색을 부여한다. 장에서 빌리루빈은 세균에 의해 스테르코빌리노젠으로 전환된다. 스테르코빌리노젠은 간이나 콩팥에 의해 흡수되고 배설된다. 스테르코빌리노젠은 대변의 색소 성분인 스테르코빌린으로 산화된다.
간 질환 초기에 손상된 담즙 배설은 주로 콩팥에 의해 스테르코빌리노젠을 흡수시키므로, 스테르코빌리노젠은 소변에 과량의 유로빌리노젠으로 나타난다. 이것은 스테르코빌리노젠이 단순히 위장관의 유로빌리노젠에게 붙여진 이름이기 때문에 일어난다. 사실, 혼동으로 인해 별개의 용어 사용이 그다지 효과적이지는 않다.

## 같이 보기
- 스테르코빌린